# 茂木隆
茂木 隆（もてぎ たかし、1934年1月26日 - 2003年9月20日）は、日本の経営者。バンダイ社長を務めた。

## 経歴
愛知県出身。1956年に中央大学経済学部を卒業し、1973年にバンダイに入社。1991年6月に常勤監査役を経て、1997年6月に社長に就任。1999年3月に取締役に退いた。
2003年9月20日直腸癌のために死去。69歳没。